# 배틀토드 (1991년 비디오 게임)
배틀토드(Battletoads)는 레어가 개발하고 트레이드웨스트가 배급한 진행형/플랫폼 비디오 게임이다. 배틀토드 시리즈 중 첫 번째 게임이며 1991년 6월 1일 패밀리 컴퓨터(NES)용으로 처음 출시되었다. 이후 1993년 메가 드라이브와 게임 기어로, 1994년 아미가와 아미가 CD32로(전작의 경우 개발 자체는 1992년에 이루어짐), 1993년 Battletoads in Ragnarok's World라는 형태로 일부 변화를 갖추어 게임보이로 이식되었다. 이 게임에서 배틀토드라는 그룹의 인간 모습을 한 3명의 우주 두꺼비 용사들이 등장한다.
이 게임은 닌자 거북이 프랜차이즈의 관심에 대응하여 개발되었다. 출시 후 대체로 긍정적인 평가를 받았으며 평론가들은 그래픽스와 게임플레이의 변화 부분에서 좋은 평가를 주었다. 한편, 다수의 평론가들은 난이도 면에서 양분되었다. 1991 닌텐도 파워 어워드에서 7개의 상을 수상했으며 지금까지 개발된 가장 어려운 비디오 게임들 가운데 하나로 명성을 떨쳐오고 있다. 나중에 레어의 2015년 엑스박스 원 레트로스펙티브 모음집 레어 리플레이에 포함되었다.

## 평가
| 평론 점수 평론사 점수 아미가 NES 메가 드라이브 SGG 올게임 N/A [ 2 ] [ 3 ] N/A CVG N/A 91% [ 4 ] 86/100 [ 5 ] 60/100 [ 6 ] 드래곤 N/A [ 7 ] N/A N/A EGM N/A 9/10 [ 8 ] 7.5/10 [ a ] 7.25/10 [ b ] 패미츠 N/A 30/40 [ 11 ] 26/40 [ 12 ] 24/40 [ 13 ] 게임팬 N/A N/A 94.25% [ c ] N/A 게임프로 N/A 4.8/5 [ d ] 4.125/5 [ e ] 4.25/5 [ f ] 게임즈마스터 N/A N/A 78% [ 18 ] N/A 게임존 N/A 93/100 [ 19 ] 90/100 [ 20 ] 68% [ 21 ] 조이패드 N/A N/A N/A 80% [ 22 ] ONM N/A 85% [ 23 ] N/A N/A |        |        |               |         |
| 평론 점수 |        |        |               |         |
| 평론사 | 점수   | 점수   | 점수          | 점수    |
| 평론사 | 아미가 | NES    | 메가 드라이브 | SGG     |
| 올게임 | N/A    | [ 2 ]  | [ 3 ]         | N/A     |
| CVG | N/A    | 91%    | 86/100        | 60/100  |
| 드래곤 | N/A    | [ 7 ]  | N/A           | N/A     |
| EGM | N/A    | 9/10   | 7.5/10        | 7.25/10 |
| 패미츠 | N/A    | 30/40  | 26/40         | 24/40   |
| 게임팬 | N/A    | N/A    | 94.25%        | N/A     |
| 게임프로 | N/A    | 4.8/5  | 4.125/5       | 4.25/5  |
| 게임즈마스터 | N/A    | N/A    | 78%           | N/A     |
| 게임존 | N/A    | 93/100 | 90/100        | 68%     |
| 조이패드 | N/A    | N/A    | N/A           | 80%     |
| ONM | N/A    | 85%    | N/A           | N/A     |